# Canton de Pontarion
Le canton de Pontarion est une ancienne division administrative française située dans le département de la Creuse et la région Limousin.

## Géographie
Ce canton est organisé autour de Pontarion dans l'arrondissement de Guéret. Son altitude varie de 390 m (Thauron) à 760 m (Vidaillat) pour une altitude moyenne de 534 m.

## Représentation

### conseillers généraux de 1833 à 2015
| Période | Période           | Identité                                | Étiquette     | Qualité |
| ------- | ----------------- | --------------------------------------- | ------------- | --- |
| 1833    | 1845 (annulation) | Etienne Tixier de la Chapelle           |               | Juge au Tribunal civil de Guéret |
| 1845    | 1846 (annulation) | Etienne Tixier de la Chapelle           |               | Juge au Tribunal civil de Guéret |
| 1846    | 1848              | Laurent Joseph Boutmy                   |               | Homme de lettres Propriétaire des mines de Bouzogle et de Mazuras |
| 1848    | 1852              | Marien Martinet                         | Républicain   | Docteur en médecine, conseiller municipal de Bourganeuf |
| 1852    | 1867              | Valéry Fourest                          |               | Avoué près la Cour royale de Limoges puis juge de paix du canton de Pontarion                                                                                           |
| 1867    | 1871              | Frédéric Laumont                        | Droite        | Juge au Tribunal de Bourganeuf |
| 1871    | 1891 (décès)      | Adrien Lavaud (beau-frère du précédent) | Droite        | Avocat, notaire Propriétaire du château de Pontarion |
| 1891    | 1907 (décès)      | Ferdinand Villard                       | Rad.          | Médecin Sénateur (1894-1907) Maire de Guéret (1886-1907) Président du Conseil Général (1899-1907)                                                                       |
| 1907    | 1912 (décès)      | Emile Aucante                           | Soc.ind.      | Entrepreneur cimentier Maire de Janaillat |
| 1912    | 1925              | René Viviani                            | PRS           | Avocat, journaliste Député de la Seine (1893-1910) Député de la Creuse (1910-1924) Ministre (entre 1906 et 1914 et entre 1915 et 1917) Chef du gouvernement (1914-1915) |
| 1925    | 1935 (décès)      | Alphonse Vincent (1880-1935)            | SFIO          | Médecin Maire de Sardent (1925-1935), conseiller d'arrondissement |
| 1935    | 1940              | Amédée Peyrot                           | SFIO          | Cultivateur au Grand Blessac Maire de Sardent (1935-1959) |
|         |                   |                                         |               | |
| 1942    | 1945              | Jean-Baptiste Bouteille                 |               | Maire de Pontarion Nommé conseiller départemental en 1942 |
|         |                   |                                         |               | |
| 1945    | 1951              | Amédée Peyrot (1891-1966)               | SFIO          | Cultivateur au Grand Blessac Maire de Sardent |
| 1951    | 1958              | Jean Dumet                              | PCF           | Cultivateur à Lardillier Maire de Saint-Hilaire-le-Château, député (1946-1951)                                                                                          |
| 1958    | 1975 (décès)      | Georges Mercier                         | Rad. puis DVD | Ingénieur des Arts et Métiers, exploitant forestier Maire de Sardent (1959-1975)                                                                                        |
| 1976    | 1994              | Claude Chazeirat                        | PS            | Assureur Maire de Sardent (1977-2001) |
| 1994    | 2015              | Jacky Guillon                           | PS            | Enseignant Maire de Pontarion (2001-2014) |

### Conseillers d'arrondissement (de 1833 à 1940)
Le canton de Pontarion avait deux conseillers d'arrondissement au XIXe siècle.
Il appartenait à l'arrondissement de Bourganeuf jusqu'à sa disparition en 1926.
| Période      | Période      | Identité                             | Étiquette | Qualité |
| ------------ | ------------ | ------------------------------------ | --------- | --- |
| 1833         | 1845         | Pierre Ducher (1769-1849)            |           | Propriétaire à Saint-Hilaire-le-Château |
| 1833         | 1839         | Léonard Martinet ainé (1778-1841)    |           | Propriétaire, adjoint au maire de Sardent |
| 1839         | 1845         | Léonard Louis Tixier de La Chapelle  |           | Ancien percepteur à La Chapelle-Saint-Martial, propriétaire à Pontarion                                                                                 |
| 1845         | 1848         | François Rouchon-Mazerat (1796-1868) |           | Propriétaire, suppléant du juge de paix à Pontarion |
| 1845         | 1848         | Louis Martinet (1800-1863)           |           | Propriétaire à Maisonnisses et à Sardent |
|              |              |                                      |           | |
| 1889         | 1899 (décès) | Antoine Margnot (1827-1899)          |           | Maire de Pontarion |
| 1889         |              | Louis Jabouille (1852-1915)          |           | Notaire, maire de Saint-Georges-la-Pouge |
|              |              |                                      |           | |
| 23 déc. 1906 |              | Arsène-Auguste Clémençon (1875-1958) |           | Propriétaire cultivateur, adjoint au maire de Thauron                                                                                                   |
|              |              |                                      |           | |
| 1922         |              | M. Laurent                           | PRS       | Médecin |
| 1922         | 1925         | Alphonse Vincent                     | SFIO      | Médecin à Sardent |
| 1925         | 1928         | Pierre Laboureur (1892-1983)         | PC-SFIC   | Employé aux hypothèques à Guéret, aux Messageries Hachette à Paris, carrier, marchand de vins dans les gares, représentant de commerce                  |
| 1928         | 1940         | Prosper Coucaud                      | PC-SFIC   | Maire de Janaillat (1930-1940 et 1944-1945) Successivement maçon, réparateur de bascules, représentant de commerce Révoqué par le Gouvernement de Vichy |
| 1931         |              | M. Denis                             | SFIO      | |
| 1940         |              |                                      |           | Les conseils d'arrondissement ont été suspendus par la loi du 12 octobre 1940 et n'ont jamais été réactivés                                             |

## Composition
Le canton de Pontarion groupe 10 communes et compte 2 884 habitants (recensement de 2007 population municipale).
| Communes                  | Population (2012) | Code postal | Code Insee |
| ------------------------- | ----------------- | ----------- | ---------- |
| La Chapelle-Saint-Martial | 91                | 23250       | 23051      |
| Janaillat                 | 354               | 23250       | 23099      |
| Pontarion                 | 360               | 23250       | 23155      |
| La Pouge                  | 74                | 23250       | 23157      |
| Sardent                   | 834               | 23250       | 23168      |
| Saint-Éloi                | 202               | 23000       | 23191      |
| Saint-Georges-la-Pouge    | 337               | 23250       | 23197      |
| Saint-Hilaire-le-Château  | 273               | 23250       | 23202      |
| Thauron                   | 185               | 23250       | 23253      |
| Vidaillat                 | 174               | 23250       | 23260      |

## Démographie
| 1962  | 1968  | 1975  | 1982  | 1990  | 1999  | 2006  | 2011  | 2012  |
| ----- | ----- | ----- | ----- | ----- | ----- | ----- | ----- | ----- |
| 4 418 | 4 174 | 3 650 | 3 366 | 2 952 | 2 821 | 2 879 | 2 818 | 2 809 |